# Henderson (Nebraska)
Henderson is een plaats (city) in de Amerikaanse staat Nebraska, en valt bestuurlijk gezien onder York County.

## Demografie
Bij de volkstelling in 2000 werd het aantal inwoners vastgesteld op 986. In 2006 is het aantal inwoners door het United States Census Bureau geschat op 1000, een stijging van 14 (1,4%).

## Geografie
Volgens het United States Census Bureau beslaat de plaats een oppervlakte van 1,4 km², geheel bestaande uit land. Henderson ligt op ongeveer 524 m boven zeeniveau.

## Plaatsen in de nabije omgeving
De onderstaande figuur toont nabijgelegen plaatsen in een straal van 20 km rond Henderson.